# Шо (Міссісіпі)
Шо (англ. Shaw) — місто (англ. city) в США, в округах Болівар і Санфлауер штату Міссісіпі. Населення — 1457 осіб (2020).

## Географія
Шо розташоване за координатами 33°36′5″ пн. ш. 90°46′19″ зх. д. / 33.60139° пн. ш. 90.77194° зх. д. (33.601492, -90.771987).  За даними Бюро перепису населення США в 2010 році місто мало площу 2,88 км², уся площа — суходіл.

## Демографія
Згідно з переписом 2010 року, у місті мешкали 1952 особи в 720 домогосподарствах у складі 514 родин. Густота населення становила 677 осіб/км².  Було 770 помешкань (267/км²).
Расовий склад населення:
| - 93,1 % — чорних або афроамериканців - 6,4 % — білих - 0,1 % — азіатів |

До двох чи більше рас належало 0,3 %. Частка іспаномовних становила 0,3 % від усіх жителів.
За віковим діапазоном населення розподілялося таким чином: 26,2 % — особи молодші 18 років, 62,0 % — особи у віці 18—64 років, 11,8 % — особи у віці 65 років та старші. Медіана віку мешканця становила 36,1 року. На 100 осіб жіночої статі у місті припадало 83,6 чоловіків;  на 100 жінок у віці від 18 років та старших — 75,9 чоловіків також старших 18 років.
Середній дохід на одне домашнє господарство  становив 24 863 долари США (медіана — 16 506), а середній дохід на одну сім'ю — 30 362 долари (медіана — 21 875). Медіана доходів становила 37 308 доларів для чоловіків та 19 537 доларів для жінок. За межею бідності перебувало 50,9 % осіб, у тому числі 72,9 % дітей у віці до 18 років та 31,3 % осіб у віці 65 років та старших.
Цивільне працевлаштоване населення становило 430 осіб. Основні галузі зайнятості: освіта, охорона здоров'я та соціальна допомога — 34,0 %, роздрібна торгівля — 18,1 %, виробництво — 11,9 %, мистецтво, розваги та відпочинок — 10,5 %.